# My God-Given Right
My God-Given Right è il quindicesimo album in studio del gruppo power metal tedesco Helloween, pubblicato nel 2015.
È stato anticipato dal singolo Battle's Won, pubblicato in Aprile e reso disponibile per il download digitale.

## Tracce
Edizione standard
1. Heroes – 3:53
2. Battle's Won – 4:53
3. My God-Given Right – 3:30
4. Stay Crazy – 4:04
5. Lost in America – 3:35
6. Russian Roulé – 3:52
7. The Swing of a Fallen World – 4:53
8. Like Everybody Else – 4:03
9. Creatures in Heaven – 6:36
10. If God Loves Rock 'n' Roll – 3:20
11. Living on the Edge – 5:19
12. Claws – 5:52
13. You, Still of War – 7:21

## Formazione
- Andi Deris – voce
- Michael Weikath – chitarra
- Sascha Gerstner – chitarra
- Markus Grosskopf – basso
- Daniel Löble – batteria